# Verdana
Verdana ist eine serifenlose Linear-Antiqua-Schrift, die von dem Schriftdesigner Matthew Carter für Microsoft geschaffen und 1996 veröffentlicht wurde.

## Verbreitung
Seit 1996 wurde die Verdana mit den nachfolgenden Versionen von Windows, Microsoft Office und dem Internet Explorer für Windows und Mac OS ausgeliefert, seit mindestens Mac OS X 10.4 auch dort als Teil des Systems. Die Schrift war zwischenzeitlich als Teil der Core fonts for the Web kostenlos auch für andere Systeme verfügbar, wird aber inzwischen von Microsoft in dieser Form nicht mehr bereitgestellt.

## Vorzüge
Im Schnitt vergleichbar mit anderen serifenlosen Schriften wie der Frutiger ist die Verdana vor allem im Hinblick auf optimale Bildschirmdarstellung auch bei kleinen Schriftgrößen entwickelt worden. Eine große x-Höhe, weite Proportionen, großzügige Buchstabenabstände und ausgeprägte Unterschiede zwischen ähnlich geformten Buchstaben tragen zu einer guten Lesbarkeit bei. Wegen dieser Eigenschaften wird sie von Webdesignern häufig bevorzugt für Fließtext auf Internetseiten verwendet.

## Nachteile
Probleme ergeben sich wie bei Tahoma und anderen Schriftarten bei deutschen Texten, da für die deutschen schließenden Anführungszeichen “ und ‘ (im Englischen und anderen Sprachen: öffnende Anführungszeichen) die Glyphen der Zeichen ‟ und ‛ benutzt werden. Diese sind die gespiegelten englischen schließenden Anführungszeichen ” und ’ und zeigen in deutscher Verwendung in eine unpassende Richtung. In Verdana Pro tritt dieses Problem nicht auf.

## Vergleichbares
Die ebenfalls für Bildschirmdarstellung optimierte und mit der Verdana vergleichbare Schrift Tahoma hat einen geringeren Buchstabenabstand. Andere vergleichbare und für die Verwendung im Druck besser geeignete Schriften sind z. B. die Frutiger, die DejaVu Sans und die Bitstream Vera Sans.